# Campionati mondiali juniores di skeleton 2012
I Campionati mondiali juniores di skeleton 2012, decima edizione della manifestazione organizzata dalla Federazione Internazionale di Bob e Skeleton, si sono disputati il 26 gennaio 2012 a Igls, in Austria, sulla Kunsteisbahn Bob-Rodel Igls, il tracciato sul quale si svolsero le competizioni del bob e dello slittino ai Giochi di Innsbruck 1976 e le rassegne iridate juniores del 2006 e del 2008. La località tirolese ha quindi ospitato le competizioni mondiali di categoria per la terza volta nel singolo maschile e in quello femminile.

## Risultati

### Singolo uomini
La gara si è disputata il 26 gennaio 2012 nell'arco di due manches e hanno preso parte alla competizione 26 atleti in rappresentanza di 12 differenti nazioni.
| Pos. | Atleti                    | Nazione  | Tempo   | Distacco |
| ---- | ------------------------- | -------- | ------- | -------- |
|      | Axel Jungk                | Germania | 1:47.08 |          |
|      | Christopher Grotheer      | Germania | 1:47.19 | +0.11    |
|      | David Lingmann            | Germania | 1:47.31 | +0.23    |
| 4    | Raphael Maier             | Austria  | 1:47.72 | +0.64    |
| 5    | Silviu Alexandru Mesarosi | Romania  | 1:48.46 | +1.38    |
| 6    | Mizuki Watanabe           | Giappone | 1:49.16 | +2.08    |
| 7    | Corey Gillies             | Canada   | 1:49.33 | +2.25    |
| 7    | Aleksej Krinočkin         | Russia   | 1:49.33 | +2.25    |
| 9    | Alexander Auer            | Austria  | 1:49.40 | +2.32    |
| 10   | Ruslan Akimenko           | Russia   | 1:49.55 | +2.47    |

### Singolo donne
La gara si è disputata il 26 gennaio 2012 nell'arco di due manches e hanno preso parte alla competizione 23 atlete in rappresentanza di 13 differenti nazioni.
| Pos. | Atlete                | Nazione  | Tempo   | Distacco |
| ---- | --------------------- | -------- | ------- | -------- |
|      | Elena Nikitina        | Russia   | 1:49.50 |          |
|      | Ol'ga Potylicyna      | Russia   | 1:49.94 | +0.44    |
|      | Jacqueline Lölling    | Germania | 1:50.16 | +0.66    |
| 4    | Sophia Griebel        | Germania | 1:50.33 | +0.83    |
| 5    | Janine Flock          | Austria  | 1:50.47 | +0.97    |
| 6    | Ol'ga Nikandrova      | Russia   | 1:50.92 | +1.42    |
| 7    | Maria Marinela Mazilu | Romania  | 1:51.37 | +1.87    |
| 8    | Elena Nikitina        | Russia   | 1:51.56 | +2.06    |
| 9    | Lelde Priedulēna      | Lettonia | 1:51.74 | +2.24    |
| 10   | Tina Hermann          | Germania | 1:51.80 | +2.30    |

## Medagliere
| Posizione | Nazione     | Oro | Argento | Bronzo | Totale |
| --------- | ----------- | --- | ------- | ------ | ------ |
| 1         | Germania    | 1   | 1       | 2      | 4      |
| 2         | Regno Unito | 1   | 0       | 0      | 1      |
| 3         | Russia      | 0   | 1       | 0      | 1      |
| Totale    | Totale      | 2   | 2       | 2      | 6      |